# Oleh Volodimirovics Kuznyecov
Oleh Volodimirovics Kuznyecov (ukránul: Олег Володимирович Кузнєцов, németül: Oleh Wolodymyrowytsch Kuznetsow; Magdeburg, 1963. március 22. –) ukrán labdarúgóedző, korábban szovjet válogatott labdarúgó.

## Pályafutása

### Klubcsapatban
A Kelet-németországi Magdeburgban született. Pályafutását a Deszna Csernyihiv csapatában kezdte. 1983 és 1990 között a Dinamo Kijiv játékosa volt. Többszörös szovjet bajnok, kupa- és szuperkupagyőztes. 1986-ban csapatával megnyerte a kupagyőztesek Európa-kupáját is. 1990-ben a skót Rangers igazolta le. Nem indult számára jól a bajnokság, miután rögtön a második mérkőzésen a St. Johnstone ellen sérülést szenvedett. A szezon hátralévő részében már nem is lépett pályára. A hosszú kihagyás pedig azt jelentette, hogy a későbbiekben nem nagyon kapott lehetőséget. 1994-ben távozott a Makkabi Haifa csapatához, ahol egy szezont játszott. Ezt követően hazatért Ukrajnába a CSZKA-Boriszfen Kijivhez, és innen is vonult vissza 1997-ben.

### A válogatottban
1986 és 1991 között 58 alkalommal szerepelt a szovjet válogatottban és 1 gólt szerzett. Részt vett az 1986-os és az 1990-es világbajnokságon, illetve az 1988-as Európa-bajnokságon, ahol döntőt játszottak. 1992-ben 5 mérkőzésen lépett pályára a FÁK-válogatottjában, mellyel részt vett az 1992-es Európa-bajnokságon. 1992 és 1994 között 3 alkalommal képviselte az ukrán válogatottat.

## Sikerei, díjai

### Játékosként
SZKA Rosztov
- Szovjet kupa (1): 1981

Dinamo Kijiv
- Szovjet bajnok (3): 1985, 1986, 1990
- Szovjet kupa (3): 1985, 1987, 1990
- Szovjet szuperkupa (2): 1985, 1986
- Kupagyőztesek Európa-kupája (1): 1985–86
- Trofeo Santiago Bernabéu (1): 1986

Rangers
- Skót bajnok (4): 1990–91, 1991–92, 1992–93, 1993–94
- Skót ligakupa (3): 1990–91, 1992–93, 1993–94
- Skót kupa (1): 1991–92

Szovjetunió
- Európa-bajnoki döntős (1): 1988

## Külső hivatkozások
- Oleh Volodimirovics Kuznyecov – a FIFA adatbázisában
- Oleh Kuznyecov adatlapja a National-Football-Teams.com oldalon (angolul)

- Oleh Kuznyecov. eu-football.info
- Oleh Kuznyecov. Footballdatabase.eu